# Aedes japonicus
Espèce
Aedes japonicus est une espèce de moustiques hématophages initialement décrite en 1901, à Tokyo (Japon) sur l'île de Honshu (qui est son aire d'origine). Elle est devenue une espèce invasive. 
Ce moustique, parfois appelé moustique japonais, peut être confondu avec le moustique tigre.
Synonymes :
- Hulecoeteomyia japonica
- Ochlerotatus japonicus
- Aedes (Finlaya) japonicus

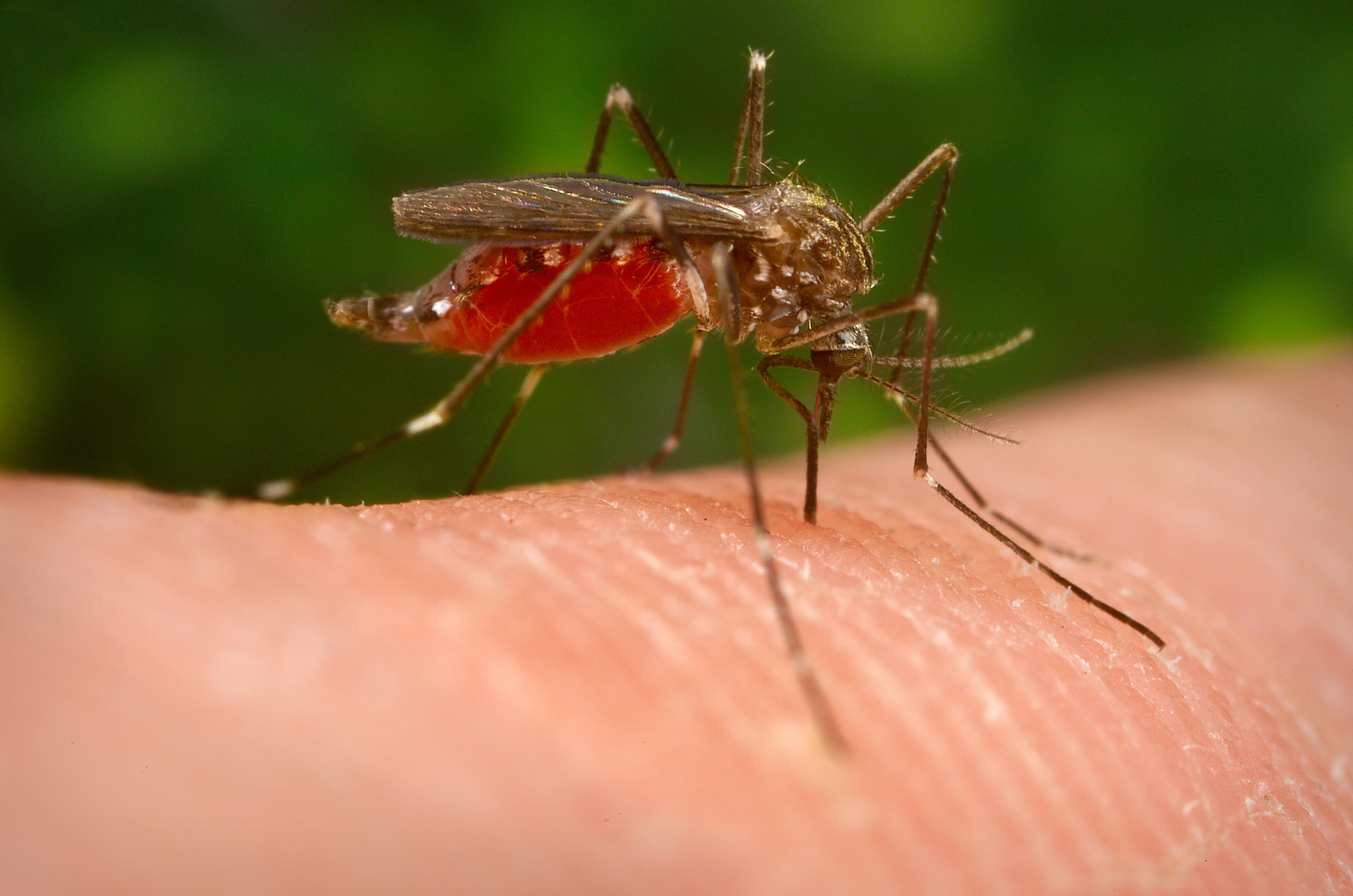

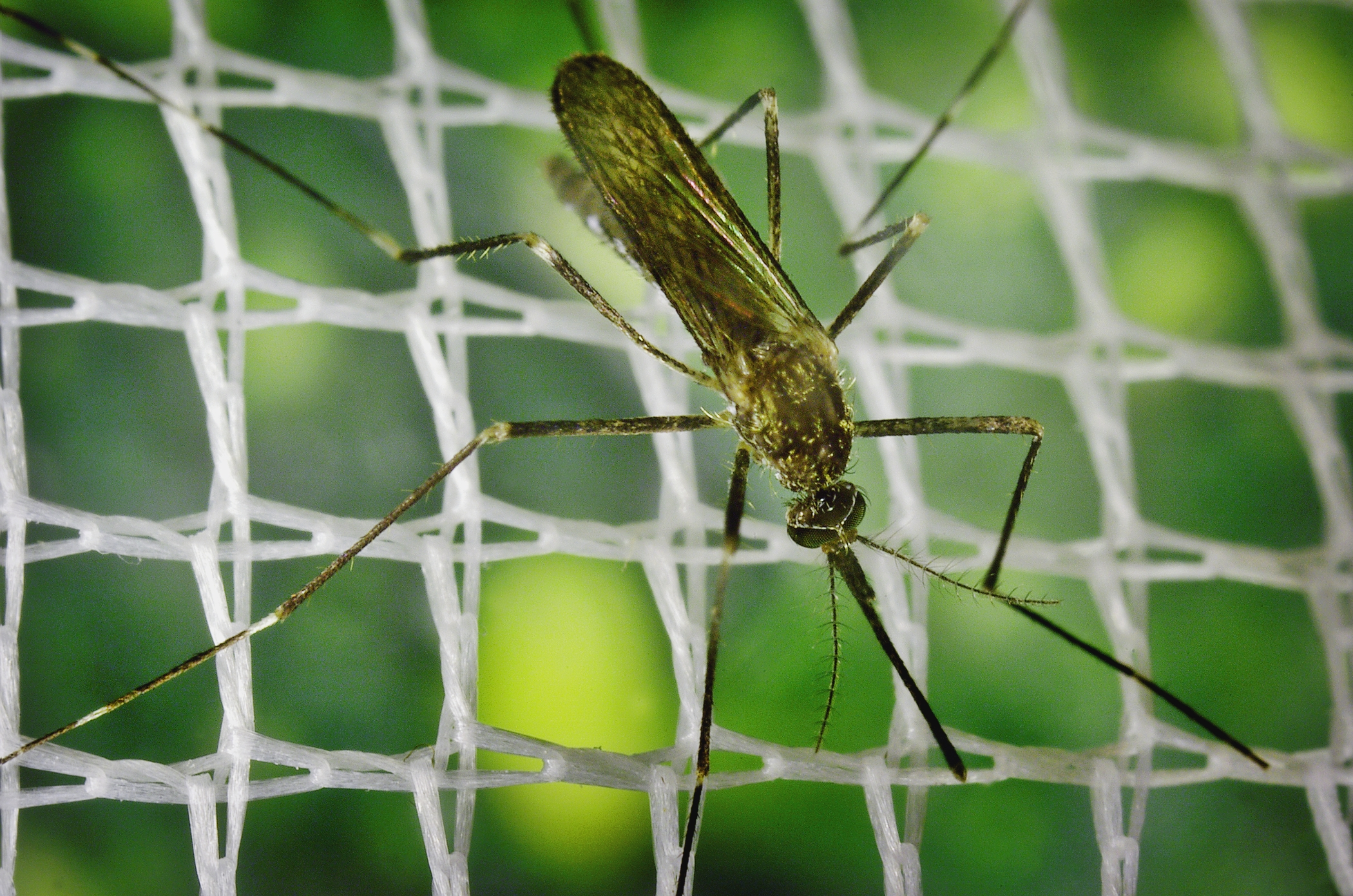

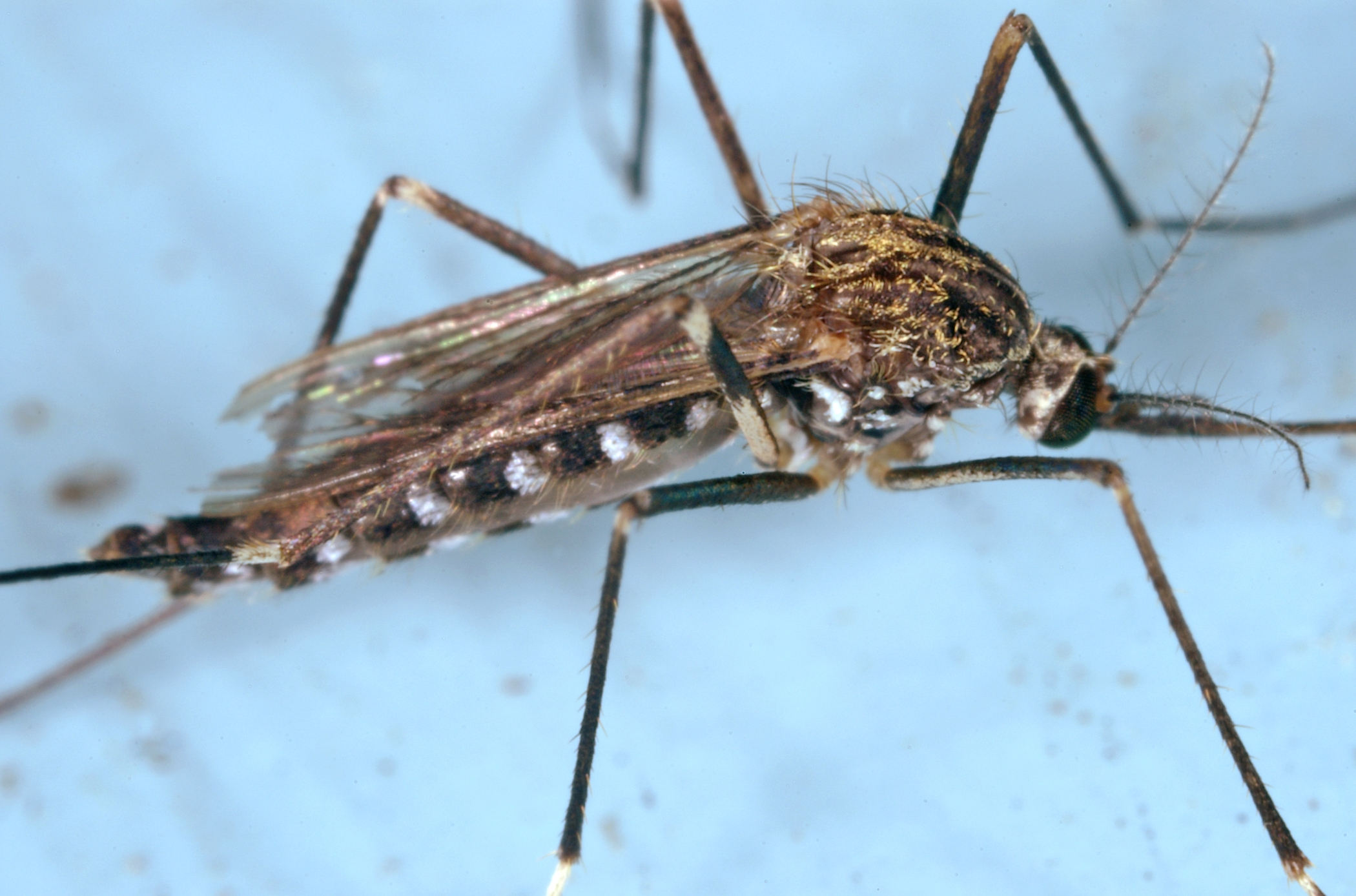

Dû à la mondialisation des transports de personnes, biens et marchandises, il a été dispersé par l'Homme dans plusieurs régions du monde.

## Aire de répartition
Il est maintenant trouvé dans une grande partie des zones fraîches à tempérées de l'Asie (au Japon, dans une partie de la Chine, à Taïwan et en Corée du Sud...), en Russie, en Europe (Belgique, Luxembourg, France), en Amérique du Sud (au moins au Panama) et en Amérique du Nord (Canada où il a été signalé en 2003, et États-Unis où il a d'abord été enregistré à New York et dans le New Jersey en 1998. Sa nouvelle aire de répartition devrait encore s'étendre et prochainement concerner une grande partie de l'Amérique du Nord, de l'Europe, de l'Asie et des îles éloignées des continents telles que celles de l'archipel d’Hawaï. C'est un vecteur de maladies zoonotiques.
En France (2000) et Belgique (2002), les deux premières populations ont été observées dans une livraison de pneus de voitures d'occasion. En Suisse le premier exemplaire a été identifié en juillet 2008 dans le Canton d'Aargau (par l'Institut de parasitologie de l'université de Zurich qui a lancé une enquête sur la diffusion de cette espèce en suisse. En Allemagne où 49 espèces de moustiques sont aujourd'hui décrits, il fait partie des 3 espèces introduites ou découvertes après 2007 (avec le moustique tigre et Culiseta longiareolata) peut-être transportés avec des convois de pneus et/ou via les péniches sur les canaux.

## Description
L'adulte (Imago) est brun foncé à presque noir, présentant des bandes transversales blanches à argentées bien visibles sur le corps vu de profil, ainsi que sur les pattes, ce qui peut le faire confondre avec le moustique tigre (Aedes albopictus (Stegomyia)) qui provient lui d'Asie du Sud-Est et qui a également été dispersé par l'homme dans de nombreux pays mais qui présente des rayures plus marquées. 

## Comportement alimentaire des adultes
Dans la nature, ils piquent des oiseaux et mammifères, de jour, mais pour des raisons mal comprises semblent réticents à attaquer les humains. Ils ne sont pas non plus attirés par les animaux à sang froid tels que reptiles et amphibiens.
En laboratoire, ils sont nourris sur des poussins d'élevage et des souris, 

## Habitats, écologie
Les adultes vivent dans les zones forestières. Ils sont présents du début du printemps au début de l'automne dans leur habitat naturel du centre du Japon. En Europe de l'Ouest, il est trouvé souvent conjointement présent à Culex pipiens et dans des zones où ce dernier est très présent, ce qui laisse penser qu'il occupe la même niche écologique et qu'il utilise les mêmes moyens de se déplacer dans l'espace.
Les Larves se reproduisent dans une grande variété de milieux naturels, semi-naturels (mares agricoles) et artificielles et potentiellement dans tous les trous d'eau ou dispositifs retenant des eaux stagnantes (jusque dans les cavités des arbres et de roches, en préférant les endroits ombragés et d'eaux riches en matière organique. Dans le milieu aquatique, elles sont en compétition avec les larves d'autres espèces de moustiques, dont Culex pipiens en Europe et Aedes atropalpus en Amérique du Nord.
L'espèce passe l'hiver sous forme d'œufs (dans les régions froides) et de larve (dans les régions chaudes).

## Importance écoépidémiologique et sanitaire
Aedes japonicus préoccupe les autorités sanitaires et vétérinaires car il a été expérimentalement démontré qu'il peut transmettre la fièvre du Nil occidental. Il en est d'ailleurs maintenant considéré comme l'un des vecteurs actifs de la maladie causée par ce virus. Il peut aussi transmettre divers types d'encéphalites et plusieurs autres virus pouvant infecter les humains.
Ses interactions avec d'autres vecteurs de maladies connues lui donnent la possibilité d'influencer l'écologie d'autres vecteurs de maladies et donc de jouer un rôle écoépidémiologique encore à préciser.

## Sous-espèces
- Aedes japonicus japonicus (région Paléarctique du Japon et de la Corée)
- Aedes japonicus yaeyamensis (îles Ryukyu)
- Aedes japonicus amamiensis (îles Ryukyu également)
- Aedes japonicus shintiensis (Taiwan)